# マルガリータ ガール
「マルガリータ ガール/Vacance」（マルガリータ ガール / ヴァカンス）は、1982年7月21日にリリースされた岩崎良美の10枚目のシングル（両A面）。発売元はキャニオンレコード。

## 概要
「マルガリータ ガール」は、「愛してモナムール」「どきどき旅行」に続き3作連続で安井かずみ、加藤和彦夫妻が手掛けた楽曲となった。
「Vacance」はアルバム『Cécile』からのシングルカット。
当初は、通常のシングルと同じように「マルガリータ ガール」がA面、「Vacance」はB面となる予定だったが、「Vacance」の出来が良いため急遽両A面仕様になったという経緯がある。

## 収録曲
1. マルガリータ ガール（3分47秒）
作詞：安井かずみ / 作曲：加藤和彦 / 編曲：清水信之
2. Vacance（3分59秒）
作詞：青木茗 / 作曲：パンタ / 編曲：清水信之